# 紀元前405年
紀元前405年（きげんぜん405ねん）は、ローマ暦の年である。
当時は、「バルバトゥス、カピトリヌス、キンキンナトゥス、メドゥリヌス、イウルス、マメルキヌスが執政武官に就任した年」として知られていた（もしくは、それほど使われてはいないが、ローマ建国紀元349年）。紀年法として西暦（キリスト紀元）がヨーロッパで広く普及した中世時代初期以降、この年は紀元前405年と表記されるのが一般的となった。

## 他の紀年法
- 干支 : 丙子
- 日本
  - 皇紀256年
  - 孝昭天皇71年
- 中国
  - 周 - 威烈王21年
  - 秦 - 簡公10年
  - 晋 - 烈公11年
  - 楚 - 声王3年
  - 斉 - 宣公51年
  - 燕 - 簡公10年
  - 趙 - 烈侯4年
  - 魏 - 文侯41年
  - 韓 - 景侯4年
- 朝鮮
  - 檀紀1929年
- ベトナム :
- 仏滅紀元 : 140年
- ユダヤ暦 : 3356年 - 3357年

## できごと

### ギリシア
- アルギヌサイの海戦 (Battle of Arginusae) でスパルタを破ったアテナイの艦隊は、提督に再任されたリュサンドロスが率い、ヘレスポントス（ダーダネルス海峡）へ向かっていたスパルタ艦隊を追撃した。コノン提督が率いていたアテナイの艦隊は、マルマラ海で戦われたアイゴスポタモイの海戦において、リュサンドロス率いるスパルタ艦隊によって壊滅させられ、コノンはキプロス島に逃げた。
- スパルタ王パウサニアスは、アテナイに攻城戦を仕掛け、リュサンドロスの艦隊は、ペイライエウスを封鎖した。この作戦によって、ヘレスポントス経由での穀物の供給路は絶たれ、アテナイは兵糧攻めにされた。
- スパルタを中心としたペロポネソス同盟勢がアテナイを包囲する中、アテナイの指導者テラメネス  (Theramenes) はリュサンドロスとの取引を試みた。テラメネスが3か月アテナイを離れていた間に、アテナイの食料事情は悪化し、飢餓状態が広がった。結局、テラメネスは、スパルタ側と降伏の条件を定める交渉団の代表となった。

### シチリア
- ディオニュシオス1世 (Dionysius I of Syracuse) が、シュラクサイの僭主として実権を握った。ディオニュシオスは、攻め入ってきたものの疫病で軍勢が弱体化していたカルタゴの将軍ヒミリコ (Himilco) と和平を結び、シュラクサイの守りを固めた。この講和によって、シチリアの大部分はカルタゴの支配下に残された。
- ディオニュシオスは、容赦なく自らの権力を固め、また増強を図った。ディオニュシオスは、シュラクサイの町の周りに城壁を建設し、後背地の平地 (the Epipolae) を城砦化した。ギリシア系の市民たちが、ナクソス（現在のジャルディーニ＝ナクソス）、カタナ（カターニア）、レオンティノイ（レンティーニ）から追放され、その多くは奴隷化され、空いた家屋はシチリア人やイタリア人の傭兵たちに与えられた。ディオニュシオスは、シチリア西部や南部を占領していたカルタゴ勢に対して、戦争を仕掛ける準備を進めた。

#### 演劇
- アリストパネスの喜劇『蛙』が上演された。
- エウリピデスの『バッコスの信女 (The Bacchae)』と『アウリスのイピゲネイア (Iphigeneia at Aulis)』が、ディオニューシア祭で四部作の一部として作者没後上演され、1位をとった。

#### 芸術
- アテナイのアクロポリスに、16年の建設期間を経て、「少女の玄関 (Porch of the Maidens)」（カリアティード（女像柱）のポーチ）を含むイオニア式によるエレクテイオン神殿が完成した。

## 死去
- ピロラオス - ギリシアの数学者、哲学者（紀元前480年ころ生）（おおよその年代）